# Самохин, Виктор Сергеевич
Ви́ктор Серге́евич Самохин (24 января 1954, Москва — 13 мая 2022) — советский и российский футболист, футбольный тренер. Мастер спорта СССР международного класса. Играл на позициях защитника и полузащитника. Известен по своим выступлениям за московские клубы «Спартак» и ЦСКА. За сборную СССР сыграл один матч в 1979 году.

## Биография

### «Спартак»
Воспитанник ДЮСШ «Спартак». В 1973—1974 годах выступал за спартаковский дубль. В высшей лиге чемпионата СССР дебютировал за «Спартак» 19 октября 1974 года в матче против «Днепра» (4:1). В том же году вместе с командой занял второе место в чемпионате.
В осеннем чемпионате 1976 года «Спартак» занял предпоследнее 15-е место и покинул высшую лигу. Однако уже в следующем году Самохин вместе с клубом завоевал малые золотые медали первой лиги СССР и вернулся в высший дивизион страны. Самохин стал одним из немногих, кто вылетел, а затем вернулся в высшую лигу в составе команды. В 1979 год стал чемпионом СССР, а через год стал обладателем серебряных медалей чемпионата. 1981 год стал для него последним в составе «Спартака», всего в чемпионатах СССР за клуб провёл 224 матча, забил 3 гола.

### ЦСКА
В 1982 году Самохин был призван в армию и сезон 1982 года начал в составе московского ЦСКА. В те годы в ЦСКА дела шли неудачно, команда два сезона (1982, 1983) шла в конце турнирной таблицы, а в 1984 году заняла последнее 18 место и лишилась «прописки» в высшей лиге.
Сезон 1985 года Самохин во второй раз в своей карьере начал в первой лиге. По итогам сезона занял с командой второе место, однако в стыковых матчах ЦСКА не смог завоевать право на повышение в классе. В следующем сезоне главный тренер ЦСКА Юрий Морозов решил омолодить состав армейцев, и Самохин был переведён во вторую команду ЦСКА.

### Прочие клубы
Сезон 1986 года провёл во второй лиге СССР, выступая за ЦСКА-2. В 1987 году перебрался в Венгрию, где следующие пять лет выступал за футбольную сборную Южной группы войск. В 1991 году вернулся в Москву, где недолго проработал в ЦСКА, но скоро оттуда уволился. В 1992 году был приглашён играющим тренером в саратовский «Сокол», из-за травмы провёл там только один сезон. В 1993 году работал играющим тренером в московском клубе ТРАСКО.

### Сборная
В составе сборной Самохин дебютировал в Тбилиси 21 ноября 1979 года в матче против сборной ФРГ, игра завершилась со счётом 1:3. После первого матча в сборной вызывался в главную команду страны ещё два года, однако из-за высокой конкуренции на поле так больше и не вышел.

### Тренер
Тренерскую карьеру Самохин начал в 1992 году, когда начал работать играющим тренером в саратовском клубе «Сокол», в 1993 году работал в ТРАСКО. В 1994 вернулся в Саратов, где работал до 1995 года. В 1996 году получил приглашение из московского «Спартака», в котором проработал тренером следующие шесть лет. В 2003 году впервые в своей карьере стал главным тренером, возглавив московский клуб «Алмаз». В 2004—2005 годах тренировал щёлковский «Спартак». В 2005—2006 работал тренером в СДЮШОР «Спартака». В 2007 году возглавил подмосковные «Луховицы», однако долго там не задержался и в том же году перешёл в ДЮСШ «Трудовые Резервы», где проработал до декабря 2007 года.
С января 2011 года являлся тренером академии «Спартак» по футболу им. Ф. Ф. Черенкова.
В ноябре 2020 года сообщил о выявленном у него раке в пищеводе и желудке, в конце 2021 года перенёс инсульт на фоне борьбы с онкологическим заболеванием. Скончался 13 мая 2022 года. Похоронен на Николо-Архангельском кладбище в Балашихе.

## Достижения

### Командные
- Чемпион СССР: 1979
- Серебряный призёр чемпионата СССР: 1974, 1980, 1981
- Победитель первой лиги СССР: 1977
- Чемпион Спартакиады народов СССР 1979 года в составе сборной Москвы

### Личные
- Мастер спорта СССР международного класса (1979)